# Herb gminy Tereszpol
Herb gminy Tereszpol – jeden z symboli gminy Tereszpol, autorstwa Henryka Seroki, ustanowiony 28 sierpnia 2009.

## Wygląd i symbolika
Herb przedstawia na tarczy przedstawia na zielonym polu św. Teresę w stroju karmelitańskim, trzymającą w lewej dłoni otwartą księgę, w prawej zaś - pióro. U jej stóp umieszczono czerwoną tarczę z herbem Jelita rodu Zamoyskich.